# Serenata núm. 6 (Mozart)
La Serenata núm. 6 en re major, K. 239, «Serenata Notturna» (en català, Serenata nocturna), és una serenata per a orquestra de Wolfgang Amadeus Mozart acabada a Salzburg el 1776. El seu pare, Leopold Mozart, va escriure el títol i la data de gener de 1776 al manuscrit original.
Consta de tres moviments:
1. Marcia (maestoso)
2. Minuetto
3. Rondo (Allegretto)

Està instrumentada per a dues petites orquestres:
1. Primer violí (solista), segon violí (solista), primera viola, contrabaix
2. Primer violí, segon violí, segona viola, cel·lo, timbales.

El 1982, el títol Serenata Notturna també ha estat utilitzat per Robin Holloway per a una obra per a quatre trompes i orquestra (el seu opus 52).